# گمینا چارنه
گمینا چارنه (به لهستانی:  Gmina Czarne) یک گمینا در لهستان است که در شهرستان چوخوف واقع شده‌است. گمینا چارنه ۲۳۴٫۹ کیلومتر مربع مساحت و ۹٬۲۵۷ نفر جمعیت دارد.